# Богдан (Пловдивська область)
Бо́гдан (болг. Богдан) — село в Пловдивській області Болгарії. Входить до складу общини Карлово.

## Населення
За даними перепису населення 2011 року у селі проживали 957 осіб.
Національний склад населення села:
| Національність   | Кількість осіб | Відсоток |
| ---------------- | -------------- | -------- |
| болгари          | 786            | 84,0%    |
| цигани           | 145            | 15,5%    |
| турки            | 0              | 0%       |
| інша             | 3              | 0,3%     |
| Всього відповіли | 936            |          |

Розподіл населення за віком у 2011 році:
Динаміка населення: